# Singi-myeon
Singi-myeon (koreanska: 신기면) är en socken i kommunen Samcheok i  provinsen Gangwon i den nordöstra delen av Sydkorea,  180 km öster om huvudstaden Seoul.
I Singi-myeon ligger Sydkoreas största kalkstensgrotta, Hwanseongul, med 6,2 km kända grottgångar. En del av grottan, 1,6 km, är öppen för allmänheten och besöks av över en miljon personer varje år.  